# 釘

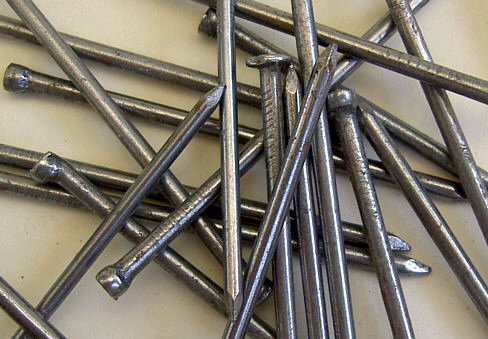
金属製の釘

釘（くぎ）は、ねじ部を持たない略棒状の本体を、ほぼ変形させることなく、そのままハンマーなどで打ち込むことによって結合する固着具。

## 概要
釘は金属や竹または、木材（ウツギ）で作った細い棒の一端を尖らせているものである。それぞれの素材から竹釘、木釘などと呼ばれる。金槌（玄能）、ネイルガンなどで打ち込んで、木材・合板・ボード類などを接合・固定したり、壁などに打ち込み、物を掛けたりするのに用いる。
材質は鉄製のものが多いが、錆びにくいように亜鉛メッキを施したものやステンレス製のものなどもある。形状は頭の部分は平らなものや丸いもの、抜きやすいよう二重になっているもの（二重頭釘）がある。また、胴の部分は抜けにくいようにしたスクリュー釘やリング釘がある。釘の寸法は一般的には径の20倍前後のものが多い。
木材加工品のうち家具的性格品などでは接着剤などを使用する例も多くなり釘の使用は少なくなっているが、木造建築には欠かせない部品である。

## 釘接合

### 釘接合の特性
釘接合（釘着）には次のような特性がある。
- 作業の簡易性
  - 古くから人々に知られた接合方法で、入手も容易であり、打ち込む場合の金槌と引き抜く場合の釘抜きがあれば作業ができる[5]。
  - 釘接合は予備的加工を必要としない[5]。
- 作業の能率性
  - 小さい作業であれば能率的であるが、作業範囲が広い場合には非能率的になる[5]。
  - 釘を口に含み口の中で取り揃え頭の方向を向けた釘を左手で取り出して釘打ちを行う大工もいた。これは、方向を揃えることで早く打てるようにするためと、釘に湿気を持たせ錆びることによって接合力を高めようという意図もあった。檜皮葺では竹釘が用いられるが、素早く葺くために20～30本程を口に含んで舌で一本ずつ取り出しながら屋根金槌で打ち込む作業が行われる[6]。
  - 釘を大量に打つ場合、一般的には自動釘打機を使うことで作業効率が劇的に向上する。この場合、1秒に1本程度の速度で打つことも可能である。ただし、自動釘打機を使うと、釘頭が材にめり込んでしまう場合が多い。これを防ぐためにも、自動釘打機の空気圧を適切に調整する必要がある。
- 保釘力
  - 釘の引抜抵抗を保釘力という[5]。釘の引抜抵抗（保釘力）は木材の比重、釘の直径、折込長さの関数として示される[5]。
  - 保釘力は釘が同長であれば直径が大きいほど保釘力も大きくなる[5]。ただし、径が2倍になっても保釘力が2倍になるわけではない[5]。実際には径の大きい釘は木材の割れを生じることがあり、重量も重くなり保釘力に影響を及ぼす[5]。
- ボルト接合等との比較
  - 打ち込まれたすべての釘は木材に密着しているため、初期剛性が高い（ガタを生じない）。これに対し、ボルト接合やドリフトピン接合は、先穴をあけるため、初期剛性が低い（ガタを生じる）。
  - せん断による破壊性状は、釘が横方向に変形しながら、すべり出して抜けるようにして破壊してゆく。釘が抜けきるまでは強度を維持し続けるので、大変形時でも粘り強さを発揮する。釘が抜けた時、破壊に至る。これに対し、ボルト接合は、いわゆるロープ効果により抜けることがないので、さらなる大変形に耐えることができる。
  - 釘接合と他の接合（ボルト接合・ドリフトピン接合等）は、根本的に抵抗のメカニズムが違うため、それぞれの強度を加算することはできない。
- 接着剤による接合との比較
  - 釘接合は直ちに効力を発揮するが、接着剤による接合は乾燥などの事後処理が必要である[5]。
  - 少数本による釘打は応力集中の傾向がみられるのに対し、接着剤による接合は面積に均分して負荷がかかる[5]。
  - 釘接合は頭が表面に出て接着表面の美化に難点があるが、接着剤による接合は接着表面に出るものがないため素材の表面を生かすことができる[5]。
  - 接着後の加工は、釘接合の場合は釘着加工を行った部分にあたると工具破損のおそれがあるのに対し、接着剤による接合の場合は加工可能な状態であれば容易に加工仕上げを施すことができる[5]。
  - 釘自体は老化することはないが錆化の問題がある[5]。接着剤による接合の場合は熱老化や自然老化の問題があり、木材加工品の経済的寿命との兼ね合いによる[5]。

### 木材の釘接合
木材が同一樹種であっても、乾燥度、辺心材、年輪の粗密生育状態により保釘力は異なる。
薄板の釘着はできるものの、つぎ板（カナバ）シートのように接着できないものもある。構造用合板などのボード類に釘を打ち込む場合、釘頭がボード類にめり込んでいると、釘が抜けず、ボード類を貫通するようにして破壊する（パンチングアウト破壊）。この場合、小変形で破壊し、強度はほとんど発揮されない。
木材に先穴をあける必要がないので、木材の強度を低下させることはない。ただし、釘間隔を近接しすぎたり、木材の端部に近い場所に打ったりすると、木材が割れ、かえって強度を低下させる。このため、日本建築学会では最小間隔と最小縁距離を規定している。
| 加力が繊維方向の場合       | 加力方向       | 釘間隔           | 12d |
| 加力が繊維方向の場合       | 加力方向       | 端距離           | 15d |
| 加力が繊維方向の場合       | 加力に直角方向 | 釘列間隔         | 5d  |
| 加力が繊維方向の場合       | 加力に直角方向 | 縁距離           | 5d  |
| 加力が繊維に直角方向の場合 | 加力方向       | 釘間隔           | 8d  |
| 加力が繊維に直角方向の場合 | 加力方向       | 縁距離           | 8d  |
| 加力が繊維に直角方向の場合 | 加力に直角方向 | 同一繊維上釘間隔 | 10d |
| 加力が繊維に直角方向の場合 | 加力に直角方向 | 端距離           | 10d |

### 釘接合の方法
金槌などで打ち込む。多量に打つ場合は自動釘打機を使うのが普通である。
打ち間違いや、解体作業を行う場合はバールで釘を抜く。
打ち込む母材と平滑になるまでは金槌などで打ち込めるが、それ以上に沈める場合は釘締めといわれるような金属棒状のものをあてがい叩き込む。この沈んだ部分を目止め材などで埋め込めば、表面上に釘は見えなくなる。

## 釘の種類

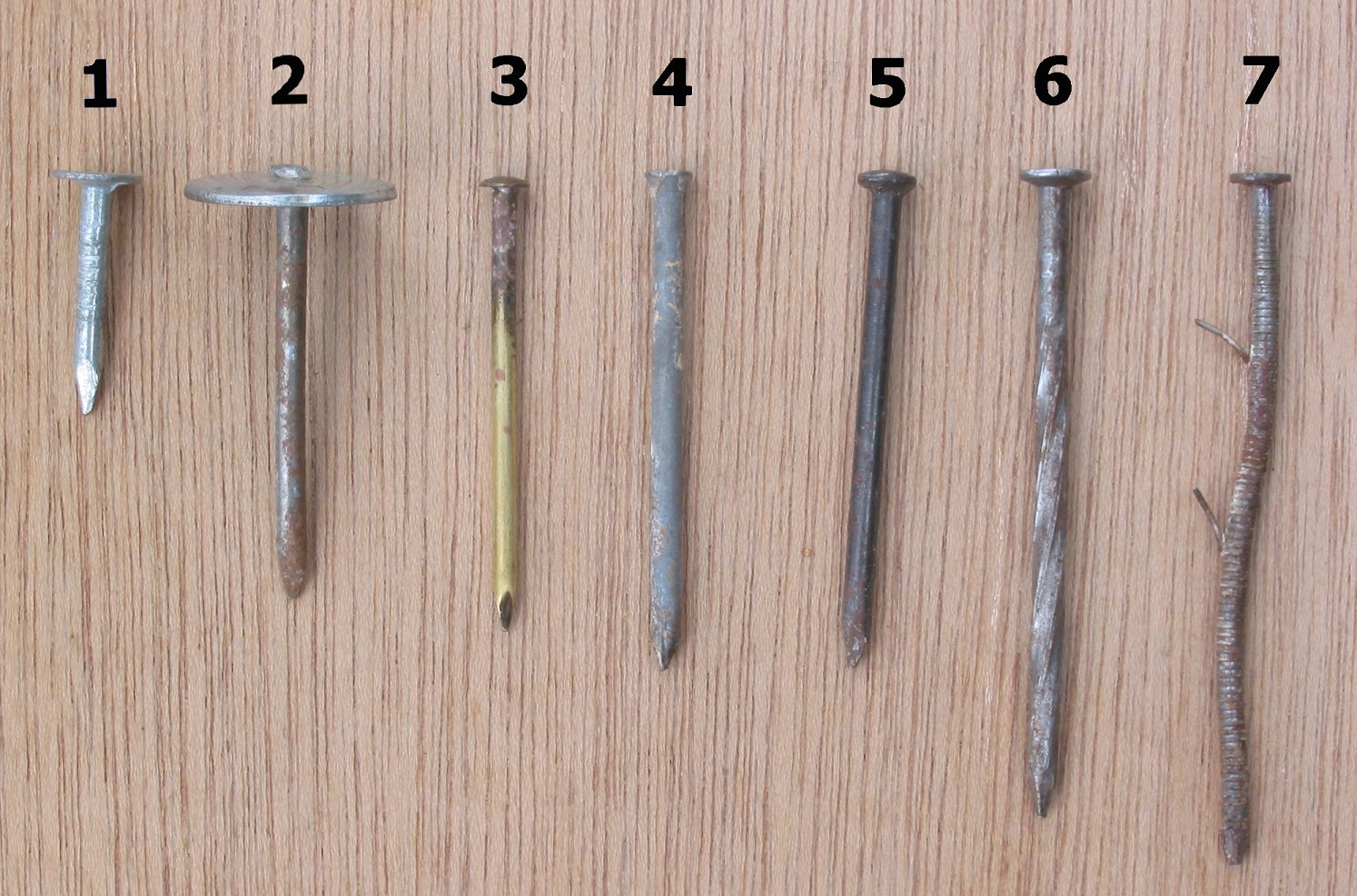
釘の種類

釘には普通釘（西洋釘及び日本釘）と特殊釘がある。

### 普通釘
普通釘には西洋釘と日本釘がある。西洋釘は洋釘、日本釘は和釘ともいう。

#### 西洋釘（洋釘）
西洋釘は木材接合などに一般的に使用されている釘で、軟鋼や軽合金を使用したものなどがあるが、一般的には軟鋼を素材とするものをいう。
初期の釘は鉄などの金属ではなく木や動物の骨が用いられた。鉄製の釘が製造されるようになったのは西洋では紀元前1000年頃とされる（中国では紀元前500年頃とされる）。

#### 日本釘（和釘）
飛鳥時代から明治時代初頭までは、和釘が各種建築物に用いられていた。法隆寺の金堂から飛鳥時代の和釘が用いられていたことが確認され、これが日本で使用確認された中で一番古い釘である。和釘は、当初日本刀と同様に鍛造によって製作されており、釘型の金属製品を作成する鍛冶屋を「釘鍛冶」とも言った。人口増に伴う住宅需要の増加などから、江戸時代初頭には鋳造が主流となった。
1872年頃から、西洋建築には和釘では接合力の弱さのため対応できないとし、フランスから船便による洋釘の輸入が大量に始まった。フランスだけではなく、イギリス・ベルギー・ドイツ・オーストラリア・アメリカと順次輸入を拡大、和釘は淘汰されていった。
安田工業が、1897年（明治30年）に深川にて製釘工場を開始したのが、大規模西洋製釘の始まりとされている。当初は、釘の材料となる線材を全て輸入に頼っていたため、海外からの釘の輸入価格に太刀打ちできず、また政情に輸入量も左右されていたが、釘の安定供給を国策として官営八幡製鐵所が1908年（明治41年）線材の生産を開始。これに伴い、洋釘も国内生産で賄えるようになった。
そのため和釘使用は宮大工による寺社建築の新築、修繕などのみとなっている。新潟県三条市には20年に一度行われる伊勢神宮の式年遷宮や全国各地の神社仏閣の修理復元に使用される和釘を打つ、火造りのうちやま（外部リンク参照）がある。
なお、和船に使われる和釘の一種に船釘がある。

### 特殊釘
特殊釘には折釘、蟹目釘、相釘、木稔釘などがある。なお、構造ではなく特殊な用途については後述する。
- 折釘 - 手折釘、丸折釘、稲妻折釘などがある[5]。
- 蟹目釘
- 相釘
- 木稔釘 - 平頭釘・丸頭釘・丸釻釘・洋灯釘などがある[5]。

## 釘の規格
日本産業規格ではJIS A5508:1992で以下の釘が規格化されている。
- 鉄丸くぎ
- めっき鉄丸くぎ
- ステンレス鋼くぎ
- 太め鉄丸くぎ
- めっき太め鉄丸くぎ
- 細め鉄丸くぎ
- せっこうボード用くぎ
- シージングインシュレーションファイバーボード用くぎ
- 自動くぎ打機用くぎ

### 鉄丸くぎ（N釘）
木造軸組工法の建築物から日曜大工に至るまで幅広く用いられている釘。種類（長さ）も豊富で19mmから150mmまで14種類ある。色はすべて素地（鉄の色）で、見分けがつきにくいので注意を要する。打ち込んだ後では検査ができないため使った釘の箱を見て確認するしかない。この釘は、バラで箱入りになって売られているものと、コイル状に連結されて売られているものがある。前者は手打ちで、後者は自動釘打機を用いて打ち込む。この釘を、枠組壁工法に使用することは許されていない。
なお、木造軸組工法において、厚さ7.5mm以上の構造用合板（特類）を、N50釘を用いて、外周部・中間部とも150mm間隔で軸組みおよび間柱に打ち付けた壁は、壁倍率2.5倍 (=4.90kN/m) の強度を持つ耐力壁として認められており、また初期剛性と粘り強さに優れているため、耐震性・耐風性が非常に高い。この際、釘頭は構造用合板にめり込んでいてはならない。
| 名称 | 長さ  | 胴部径 | 頭部径（参考値） | 色   | 主な用途                         |
| ---- | ----- | ------ | ---------------- | ---- | -------------------------------- |
| N19  | 19mm  | 1.50mm | 3.6mm            | 素地 |                                  |
| N22  | 22mm  | 1.50mm | 3.6mm            | 素地 |                                  |
| N25  | 25mm  | 1.70mm | 4.0mm            | 素地 |                                  |
| N32  | 32mm  | 1.90mm | 4.5mm            | 素地 |                                  |
| N38  | 38mm  | 2.15mm | 5.1mm            | 素地 | ラスシート打ち付け               |
| N45  | 45mm  | 2.45mm | 5.8mm            | 素地 |                                  |
| N50  | 50mm  | 2.75mm | 6.6mm            | 素地 | 厚さ7.5 - 12mm構造用合板打ち付け |
| N65  | 65mm  | 3.05mm | 7.3mm            | 素地 | 厚さ15 - 18mm構造用合板打ち付け  |
| N75  | 75mm  | 3.40mm | 7.9mm            | 素地 | 厚さ24 - 28mm構造用合板打ち付け  |
| N90  | 90mm  | 3.75mm | 8.8mm            | 素地 | 厚さ30 - 45mm受け材平打ち        |
| N100 | 100mm | 4.20mm | 9.8mm            | 素地 |                                  |
| N115 | 115mm | 4.20mm | 9.8mm            | 素地 |                                  |
| N125 | 125mm | 4.60mm | 10.3mm           | 素地 |                                  |
| N150 | 150mm | 5.20mm | 11.5mm           | 素地 |                                  |

上記の「打ち込んだ後では検査ができない」という問題を解決するためにデジN釘と称する頭部に釘長の刻印されたカラー釘が発売されている。規格表は下記の通りである。
| 名称 | 長さ | 胴部径 | 頭部径 | 色   | 主な用途                         |
| ---- | ---- | ------ | ------ | ---- | -------------------------------- |
| N50  | 50mm | 2.75mm | 6.6mm  | 黒   | 厚さ7.5 - 12mm構造用合板打ち付け |
| N65  | 65mm | 3.05mm | 7.3mm  | 橙色 | 厚さ15 - 18mm構造用合板打ち付け  |
| N75  | 75mm | 3.40mm | 7.9mm  | 黄緑 | 厚さ24 - 28mm構造用合板打ち付け  |
| N90  | 90mm | 3.75mm | 8.8mm  | 紫   | 厚さ30 - 45mm受け材平打ち        |

### 2×4（ツーバイフォー）用太め鉄丸くぎ（CN釘）
2×4（ツーバイフォー）工法（=枠組壁工法）の建築物に使われる釘。鉄丸くぎ（N釘）よりやや太めで、せん断強度に優れる。種類は4種類しかなく、それぞれ異なる色で塗装されているため、誤使用が起こりにくく、打ち込んだ後でも検査が容易である。この釘は、ほとんどの場合はコイル状に連結されて売られており、自動釘打機を用いて打ち込む。強度が高く、色による判別が容易なため、木造軸組工法の建築物で鉄丸くぎ（N釘）の代わりに用いられることも多い。
なお、枠組壁工法において、厚さ9mm以上の構造用合板（特類）を、CN50釘を用いて、外周部において100mm間隔、中間部において200mm間隔で枠材に打ち付けた壁は、壁倍率3.0倍 (=5.88kN/m) の強度をもつ耐力壁として認められており、また初期剛性と粘り強さに優れているため、耐震性・耐風性が非常に高い。この際、釘頭は構造用合板にめり込んでいてはならない。
| 名称 | 長さ   | 胴部径 | 頭部径 | 色 | 主な用途                        |
| ---- | ------ | ------ | ------ | -- | ------------------------------- |
| CN50 | 50.8mm | 2.87mm | 6.76mm | 緑 | 厚さ9 - 12mm構造用合板打ち付け  |
| CN65 | 63.5mm | 3.33mm | 7.14mm | 黄 | 厚さ15 - 18mm構造用合板打ち付け |
| CN75 | 76.2mm | 3.76mm | 7.92mm | 青 | 厚さ24 - 28mm構造用合板打ち付け |
| CN90 | 88.9mm | 4.11mm | 8.74mm | 赤 | 厚さ38mm枠材平打ち              |

### 2×4（ツーバイフォー）用細め鉄丸くぎ（BN釘）
2×4（ツーバイフォー）工法（=枠組壁工法）の建築物に使われる釘。鉄丸くぎ（N釘）よりやや細めで、せん断強度に劣る。このため、現在ではほとんど用いられない。代わりに2×4用太め鉄丸くぎ（CN釘）を用いる。
| 名称 | 長さ   | 胴部径 | 頭部径 | 色 | 主な用途 |
| ---- | ------ | ------ | ------ | -- | -------- |
| BN50 | 50.8mm | 2.51mm | 6.76mm | 緑 |          |
| BN65 | 63.5mm | 2.87mm | 7.54mm | 黄 |          |
| BN75 | 76.2mm | 3.25mm | 7.92mm | 青 |          |
| BN90 | 88.9mm | 3.43mm | 8.74mm | 赤 |          |

### せっこうボード用くぎ（GNF釘）
石膏ボードを木材に取り付けるために用いる釘。石膏ボードは火に強いが強度的にはもろいので、この特性に合わせて形状・材質が工夫してある。
なお、木造軸組工法および枠組壁工法において、厚さ12mm以上の石膏ボードを、GNF40釘を用いて、外周部において100mm間隔、中間部において200mm間隔で打ち付けた壁は、壁倍率0.9倍 (=1.76kN/m) の強度をもつ耐力壁として認められており、また初期剛性と粘り強さに優れているため、耐震性・耐風性が高い。この際、釘頭は石膏ボードにめり込んでいてはならない。
| 名称  | 長さ   | 胴部径 | 頭部径 | 色 | 主な用途                   |
| ----- | ------ | ------ | ------ | -- | -------------------------- |
| GNF40 | 38.1mm | 2.34mm | 7.54mm | -  | 厚さ12mm石膏ボード打ち付け |

### シージングインシュレーションファイバーボード用くぎ（SN釘）
シージングボードを木材に取り付けるために用いる釘。シージングボードは水に強いが強度的にはもろいので、この特性に合わせて形状・材質が工夫してある。
なお、木造軸組工法および枠組壁工法において、厚さ12mm以上のシージングボードを、外周部において100mm間隔、中間部において200mm間隔で打ち付けた壁は、壁倍率1.0倍 (=1.96kN/m) の強度をもつ耐力壁として認められており、また初期剛性と粘り強さに優れているため、耐震性・耐風性が高い。この際、釘頭はシージングボードにめり込んでいてはならない。
| 名称 | 長さ   | 胴部径 | 頭部径  | 色 | 主な用途                         |
| ---- | ------ | ------ | ------- | -- | -------------------------------- |
| SN40 | 38.1mm | 3.05mm | 11.13mm | -  | 厚さ12mmシージングボード打ち付け |

### 亜鉛めっきスクリューくぎ（ZS釘）
釘胴部表面に凹凸をつけ、表面が亜鉛めっきされている釘。一般的に釘は引張りにはやや弱いが、この釘はその弱点を補ったもので、鉄丸くぎに比べ2倍程度の引き抜き耐力を持つ。
| 名称 | 長さ | 胴部径    | 頭部径 | 色 | 主な用途                     |
| ---- | ---- | --------- | ------ | -- | ---------------------------- |
| ZS50 | 50m  | 4.5?5.2mm | 10mm   | 銀 | 短冊金物や羽子板ボルトの釘穴 |

### 亜鉛めっき太めくぎ（ZN釘）
鉄丸くぎ（N釘）より太く、表面が亜鉛めっきされている釘。せん断強度に優れる。この釘は、Zマーク補強金物を取り付けるために用いられる。
| 名称 | 長さ   | 胴部径 | 頭部径 | 色     | 主な用途                                                              |
| ---- | ------ | ------ | ------ | ------ | --------------------------------------------------------------------- |
| ZN40 | 38.1mm | 3.33mm | 7.14mm | 赤錆色 | Zマーク補強金物ひねり金物ＳＴ、折り曲げ金物ＳＦ、くら金物ＳＳ取り付け |
| ZN65 | 63.5mm | 3.33mm | 7.14mm | 銀     | Zマーク補強金物CP-L,CP-T取り付け                                      |
| ZN90 | 88.9mm | 4.11mm | 8.74mm | 銀     | Zマーク補強金物VP、釘止め式ホールダウン金物取り付け                   |

### ロール釘（NC50釘・PNF2150釘など）
造作用部材等、構造耐力上重要でない部分に用いられる釘。鉄丸くぎ（N釘）に比べて断面積は半分程度と大変細く、せん断強度は半分程度しかない。従ってこれを構造耐力上主要な部分(構造用合板の打ち付けなど)に用いてはならない。色は黄色または金色に塗装されているものが多い。この釘は、コイル状に連結されて売られており、自動釘打機を用いて打ち込む。

### 梱包用鉄釘（FN釘）
日曜大工・仮止めなど、構造耐力上重要でない部分に用いる釘。鉄丸くぎ（N釘）より細めで、せん断強度に劣る。従ってこれを構造耐力上主要な部分(構造用合板の打ち付けなど)に用いてはならない。色は素地（鉄の色）。

## 特殊な用途

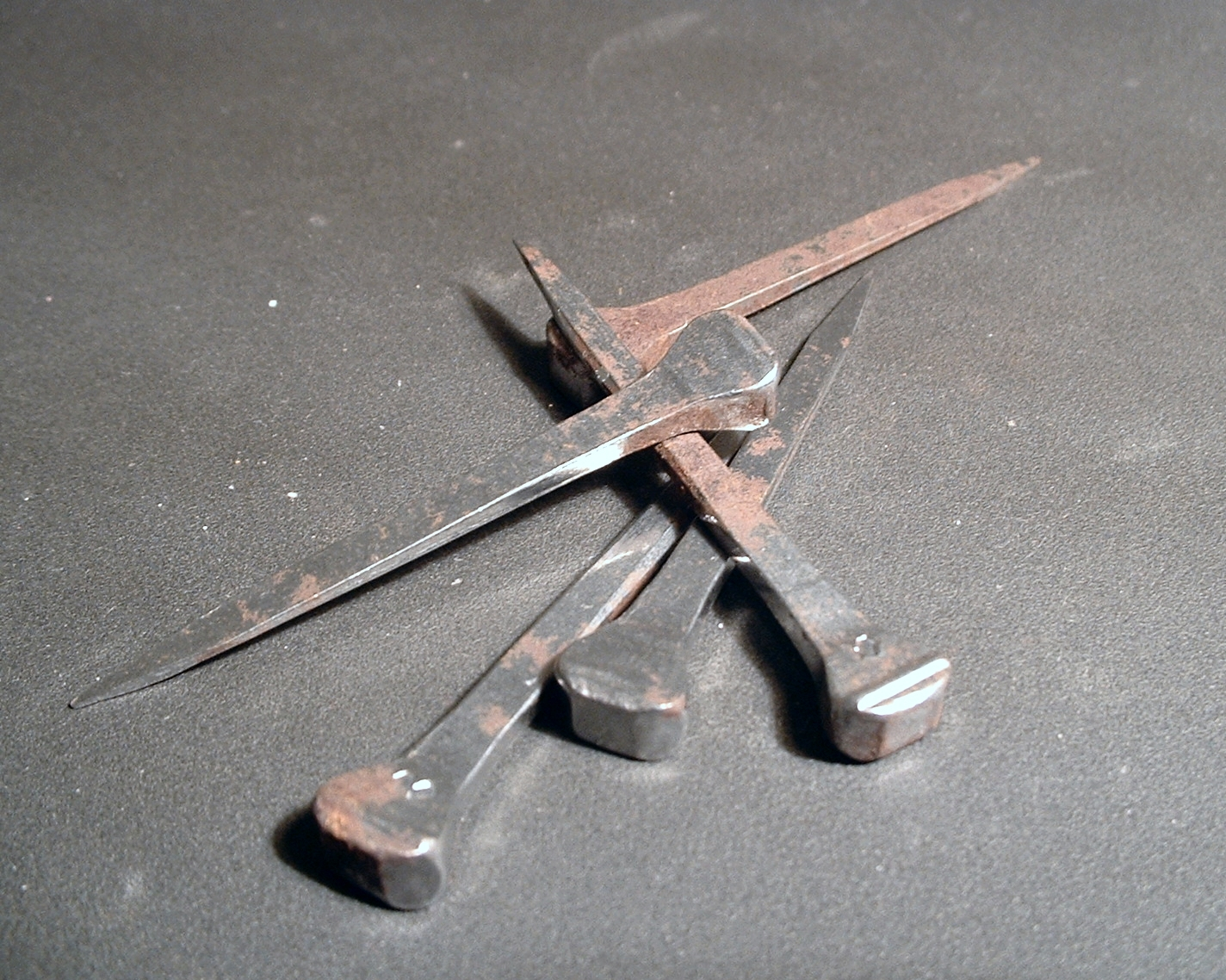
馬蹄釘

### 五寸釘
建築では寄棟の屋根の隅木の固定など組木としない大きな梁などに用いる。一方で丑の刻参りと呼ばれるわら人形に打ち込む呪いの儀式に用いられ、呪いに使う釘は耳（釘抜きを引っ掛ける部分）の無い物を使うとも言われる。

### 犬釘

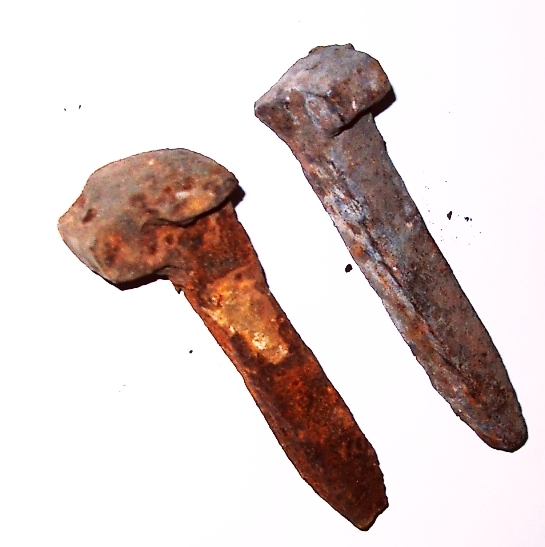
犬釘

鉄道のレールを固定するのに用いられた釘。頭部が両耳のある犬の顔の形に似ていることからの名称である。

### パチンコ
- パチンコ釘 - パチンコ台では真鍮製の釘を使用してパチンコ玉の跳ね返りなどを起こし、台の出球を調整したりする役割を持つ。

### 目釘
日本刀を柄に、火縄銃を台（銃床）に固定するために用いる竹、木などによるもの。

### 料理での利用
- アサリから砂抜きをする際に鉄製の釘を入れる場合もある。
- 糠床に古釘を入れておくと茄子の漬物の色が鮮かになる。
- 黒豆を煮る時、錆びた釘を入れると鮮やかな黒い色に仕上げることができる。

なお、イカナゴなどの小魚を醤油、砂糖などで甘辛く煮たものを釘煮（くぎに）という。形が錆びた古釘に似ているためにこう名付けられた。

### その他の特殊な用途
- コフィン・ネイル（coffin nail） - 棺桶（coffin）の蓋を打ち付けるための釘（nail）

## ステップル
U字型をした釘で、股釘（またくぎ）、つぼくぎ、ステープルともいう。絶縁のための被覆のあるものとないものがある。絶縁被覆のあるものは、おもに電灯線、同軸ケーブルなどを固定したいときに挟んで押さえ込むように打って使用するが、木材以外には基本的に使用できない。被覆のないものは複数の木材を接合する場合などに使用する。鎹（かすがい）も参照。

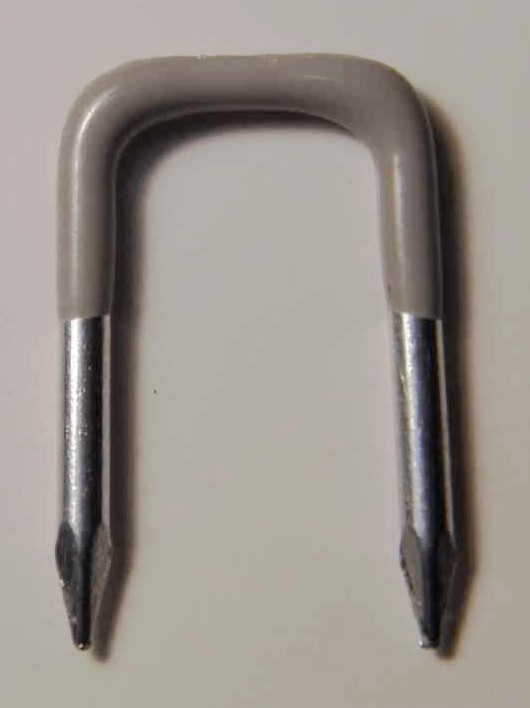
配線用絶縁ステップルの例
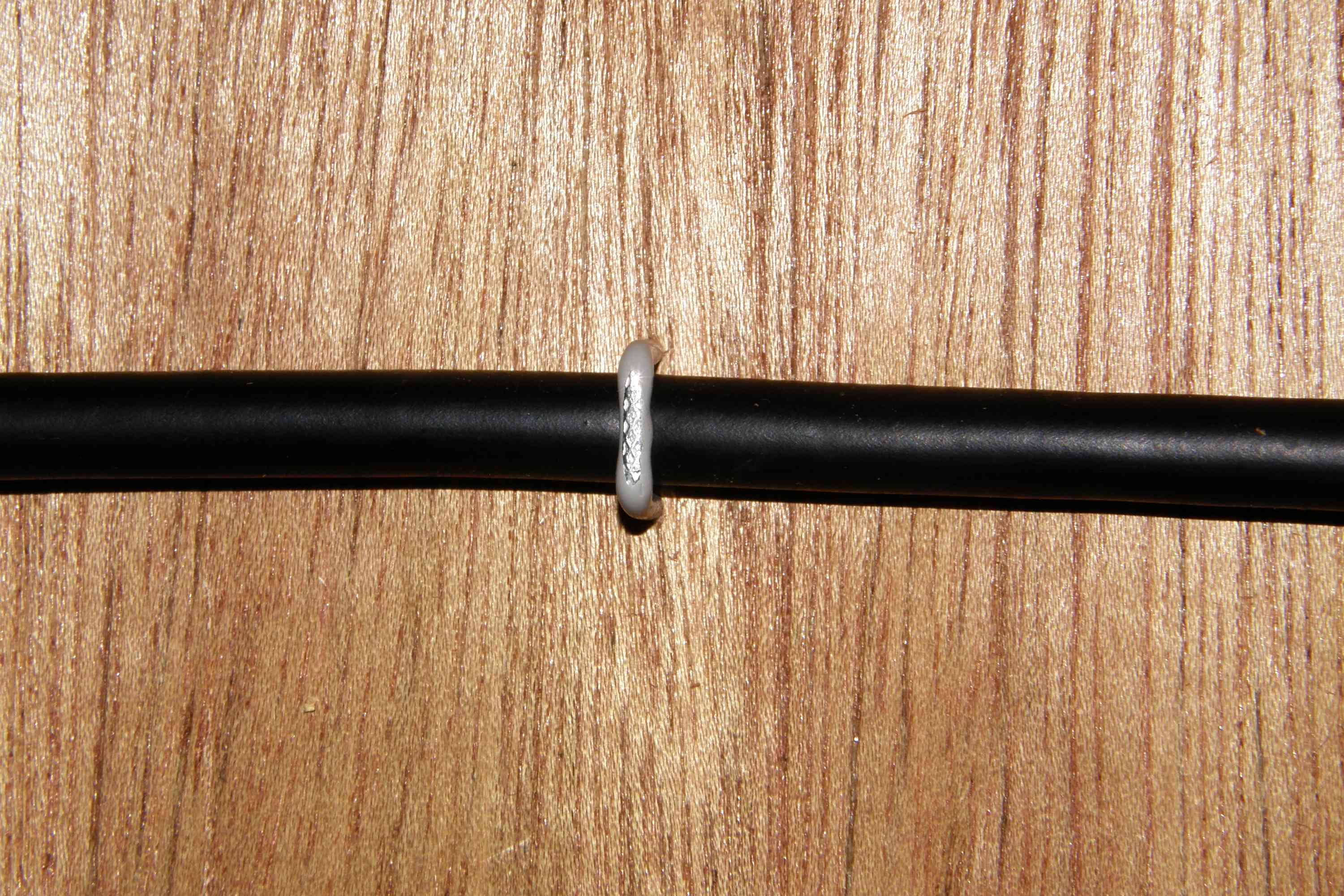
同軸ケーブルを固定した例

## 文化
- ペニー (単位)（英語版） ‐ アメリカで使われる釘の長さを表す単位で数字の後にローマ時代の通貨デナリウス由来のdが付けられる[7]。
  - ペニーは、もともと15世紀のイギリスで100本の釘の価格を表す単位であった[7]。
- Kriegsnagelungen（ドイツ語版） - 第一次世界大戦中のドイツなどで行われた戦費調達方法で、寄付金を募って、寄付者に設置した木の人形に釘を打ち込む権利を与えた。

### ことわざ
糠に釘
軟らかい糠に釘を打つように、手応えがなくて効き目がないことの喩え。
釘付け
物事などに夢中になり、その場から動かないさま。
釘が利く
「釘が応える」とも。明白な効果があること。
釘を刺す
「釘を打つ」とも。言い逃れが出来ないよう念を押すこと。
釘になる
手足が凍えるさま。
釘の裏を返す
「裏釘返す」、「釘の根を返す」、「釘の穂を返す」とも。念を押すことを指す。
釘の折れ
「金釘流」、「折釘流」とも。悪筆の喩え。
なお「出る釘は打たれる」は誤用であり、正しくは「出る杭は打たれる」である。